# 2450 Іоаннісіані
2450 Іоаннісіані (2450 Ioannisiani) — астероїд головного поясу, відкритий 1 вересня 1978 року.
Тіссеранів параметр щодо Юпітера — 3,206.
Названий на честь радянського конструктора астрономічних апаратів Баграта Іоаннісіані.